# 天龍路

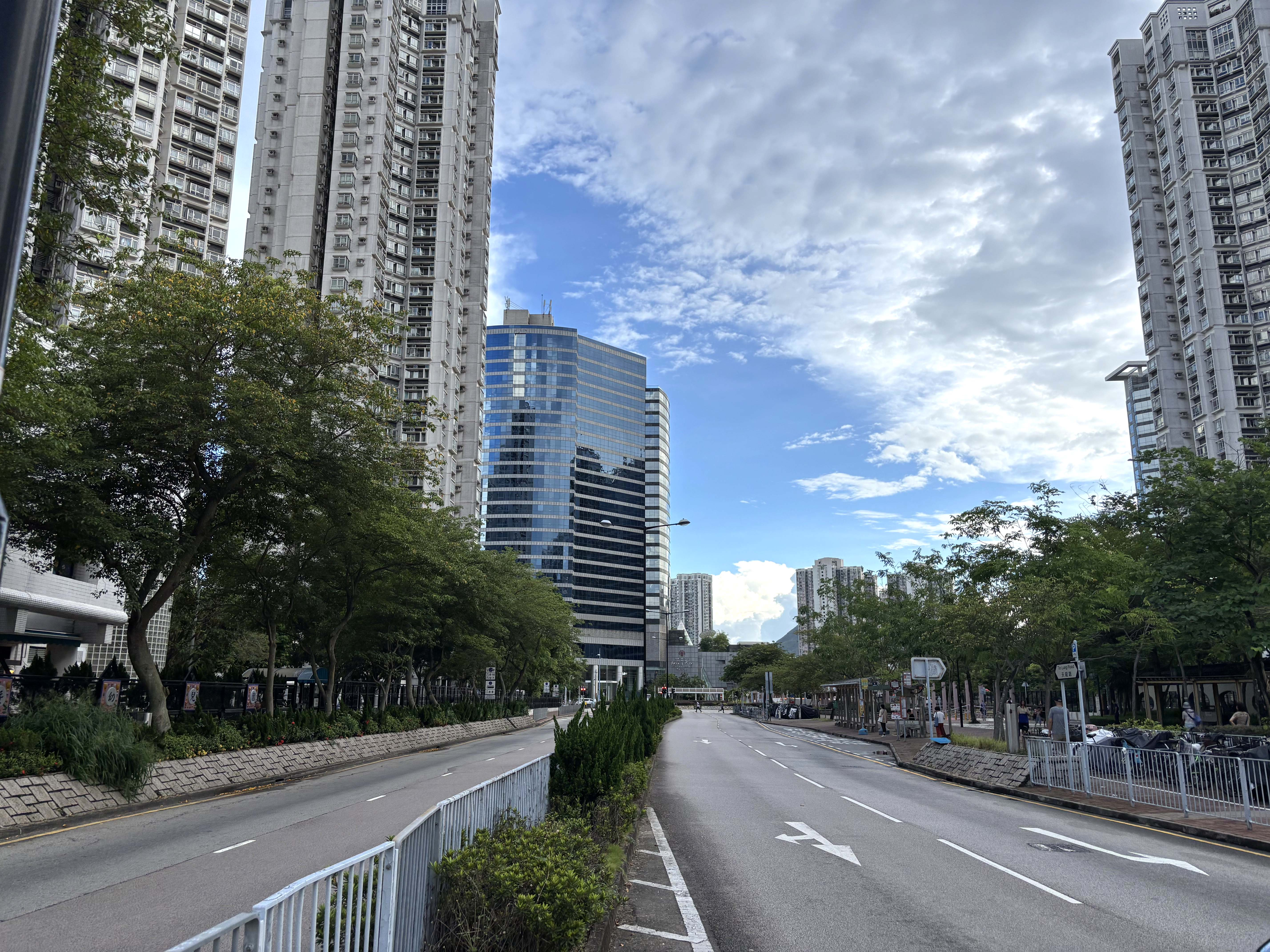
天龍路

天龍路（英語：Tin Lung Road）是香港天水圍的一條雙程雙向行車道路，車流量不高，道路旁邊還有一個巴士站。
這條道路經過麗湖休憩處、天葵路／嘉湖鄉村俱樂部通道路口、龍園，東迄嘉湖山莊美湖居、景湖居之間道路盡頭。